# العلاقات الصينية الإسبانية
العلاقات الصينية الإسبانية هي العلاقات الثنائية التي تجمع بين الصين وإسبانيا.

## مقارنة بين البلدين
هذه مقارنة عامة ومرجعية للدولتين:
| وجه المقارنة                                              | الصين                    | إسبانيا                                                                             |
| --------------------------------------------------------- | ------------------------ | ----------------------------------------------------------------------------------- |
| المساحة (كم2)                                             | 9.60 مليون               | 505.99 ألف                                                                          |
| عدد السكان (نسمة)                                         | 1.33 مليار               | 46.73 مليون                                                                         |
| الكثافة السكانية (ن./كم²)                                 | 138.54                   | 92.35                                                                               |
| العاصمة                                                   | بكين                     | مدريد                                                                               |
| اللغة الرسمية                                             | اللغة الصينية القياسية   | اللغة الإسبانية، اللغة الغاليسية، لغة بشكنشية، اللغة الكتالونية، اللغة الأوكسيتانية |
| العملة                                                    | رنمينبي                  | يورو، بيزيتا إسبانية                                                                |
| الناتج المحلي الإجمالي (بليون دولار)                      | 12.24 تريليون            | 1.31 تريليون                                                                        |
| الناتج المحلي الإجمالي (تعادل القوة الشرائية) بليون دولار | 19.82 تريليون            | 1.77 تريليون                                                                        |
| الناتج المحلي الإجمالي الاسمي للفرد دولار أمريكي          | 8.03 ألف                 | 28.16 ألف                                                                           |
| الناتج المحلي الإجمالي للفرد دولار أمريكي                 | 13.21 ألف                | 38.00 ألف                                                                           |
| مؤشر التنمية البشرية                                      | 0.728                    | 0.876                                                                               |
| رمز المكالمات الدولي                                      | +86                      | +34                                                                                 |
| رمز الإنترنت                                              | .cn، .中国 ‏، .中國 ‏      | .es                                                                                 |
| المنطقة الزمنية                                           | توقيت الصين، ت ع م+08:00 | ت ع م+01:00، ت ع م+02:00                                                            |

## مدن متوأمة
في ما يلي قائمة باتفاقيات التوأمة بين مدن صينية وإسبانية:
- ترتبط تشيوفو مع سانتياغو دي كومبوستيلا باتفاقية توأمة.
- ترتبط خفي مع لاردة باتفاقية توأمة منذ 8 نوفمبر 2006.[14][14][15][16]
- ترتبط بكين مع مدريد باتفاقية توأمة منذ 14 مارس 1979.
- ترتبط Huzhou [الإنجليزية]‏ مع ليغانيس باتفاقية توأمة.
- ترتبط ونجو مع لقنت باتفاقية توأمة منذ 1 أبريل 2009.[17][17][17][17]
- ترتبط ووهو مع توريخون دي أردوز باتفاقية توأمة منذ 3 يناير 2010.[18][18][18][18]
- ترتبط تشنهوانغداو مع لوغو باتفاقية توأمة.
- ترتبط شانغهاي مع برشلونة باتفاقية توأمة منذ 1994.[19][19][19][19]
- ترتبط شيانغتان مع ليون باتفاقية توأمة منذ 1 نوفمبر 1994.[20][21][22][23]
- ترتبط داليان مع سرقسطة باتفاقية توأمة منذ 1988.
- ترتبط هانغتشو مع أوفييدو باتفاقية توأمة منذ 2009.
- ترتبط يولين، قوانغشى مع سرقسطة باتفاقية توأمة.
- ترتبط نانتشانغ مع البسيط باتفاقية توأمة.

## منظمات دولية مشتركة
يشترك البلدان في عضوية مجموعة من المنظمات الدولية، منها:
| علم المنظمة | اسم المنظمة                               | تاريخ انضمام الصين | تاريخ انضمام إسبانيا |
| ----------- | ----------------------------------------- | ------------------ | -------------------- |
|             | بنك التنمية الآسيوي                       | 1986               | 1986                 |
|             | وكالة ضمان الاستثمار متعدد الأطراف        | 30 أبريل 1988      | 29 أبريل 1988        |
|             | الأمم المتحدة                             | 25 أكتوبر 1971     | 14 ديسمبر 1955       |
|             | الفريق المعني برصد الأرض                  | ?                  | ?                    |
|             | منظمة حظر الأسلحة الكيميائية              | ?                  | ?                    |
|             | منظمة التجارة العالمية                    | 11 ديسمبر 2001     | ?                    |
|             | منظمة الشرطة الجنائية الدولية             | ?                  | ?                    |
|             | البنك الإفريقي للتنمية                    | ?                  | ?                    |
|             | مؤسسة التنمية الدولية                     | 24 سبتمبر 1960     | 18 أكتوبر 1960       |
|             | يونسكو                                    | 4 نوفمبر 1946      | 30 يناير 1953        |
|             | الاتحاد البريدي العالمي                   | ?                  | ?                    |
|             | البنك الدولي للإنشاء والتعمير             | 27 ديسمبر 1945     | 15 سبتمبر 1958       |
|             | المنظمة الهيدروغرافية الدولية             | ?                  | ?                    |
|             | مجلس الأمن التابع للأمم المتحدة           | 25 أكتوبر 1971     | 2015                 |
|             | الاتحاد الدولي للاتصالات                  | 1 سبتمبر 1920      | 1866                 |
|             | مؤسسة التمويل الدولية                     | 15 يناير 1969      | 24 مارس 1960         |
|             | المركز الدولي لتسوية المنازعات الاستشارية | 6 فبراير 1993      | 17 سبتمبر 1994       |
|             | مجموعة الموردين النوويين                  | ?                  | ?                    |

## وصلات خارجية
- موقع وزارة الخارجية الصينية
- موقع وزارة الخارجية الإسبانية